# Petaurus
Petaurus là một chi động vật có vú trong họ Petauridae, bộ Hai răng cửa. Chi này được Shaw miêu tả năm 1791. Loài điển hình của chi này là Petaurus australis Shaw, 1791.

## Hình ảnh

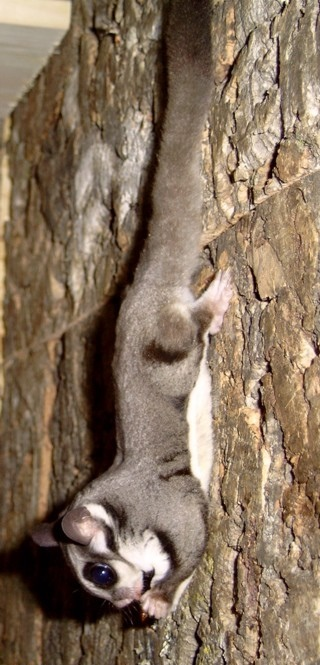
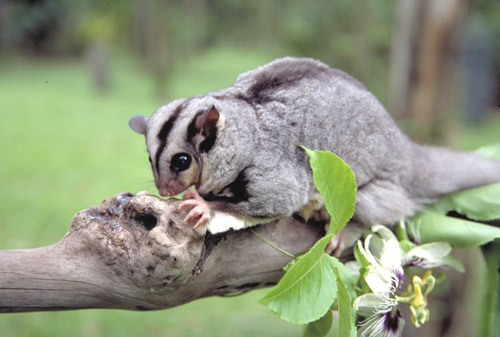
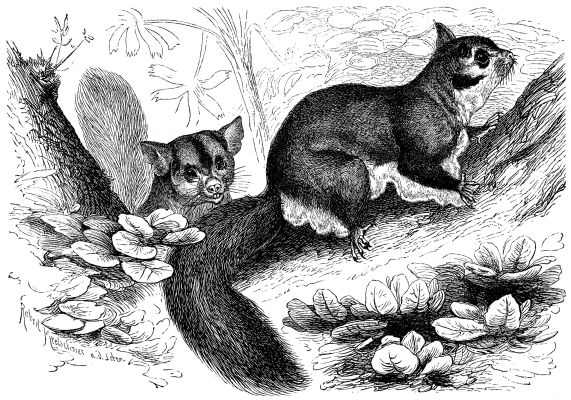
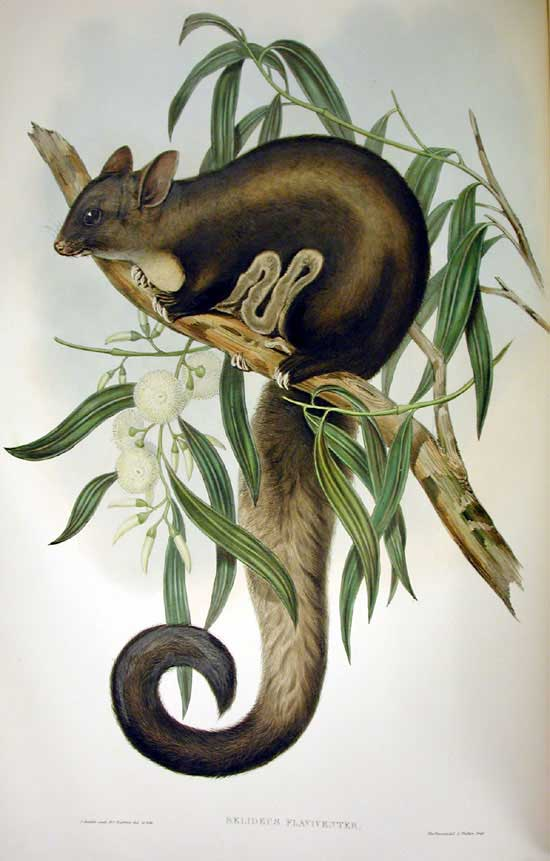

## Các loài
Chi này gồm các loài: